# Racing Club Saint-Joseph
 (décembre 2024).
Dernière mise à jour : 3 décembre 2024.
Le Racing Club de Saint-Joseph, communément appelé le RC Saint-Joseph est un club de football martiniquais basé à Saint-Joseph. Cette page ne traite que de la partie football.
Le club dispute ses matchs à domicile au Stade Henri Murano.
Le club entretient une rivalité sportive avec le Golden Lion, un autre club de la commune, qui évolue également au Stade Henri Murano.  

## Palmarès
- Coupe de la Martinique de football
  - Vainqueur : 1993

- Coupe de France - Zone Martinique
  - Vainqueur : 2024